# Fundu Moldovei
Fundu Moldovei es una comuna ubicada en el distrito de Suceava, Rumania.

## Superficie
Posee una superficie de 175,8 kilómetros cuadrados.

## Demografía
Hasta 2021 la población era de 3720 habitantes, con una densidad de población de 21,16 habitantes por kilómetro cuadrado.